# Értekezés a módszerről
Az Értekezés a módszerről (franciául Discours de la méthode) René Descartes (1596–1650) francia filozófus legismertebb, először 1637-ben megjelent ismeretelméleti munkája, az újkori racionalizmus, a kartezianizmus alapvetése.

## Keletkezése
A mű teljes címe Discours de la méthode pour bien conduire sa raison, et chercher la vérité dans les sciences, magyarul Értekezés az ész helyes vezetésének és a tudományos igazság kutatásának módszeréről. Az 1629-ben Hollandiában letelepedett Descartes először 1637-ben adta ki Leidenben, de nevének feltüntetése nélkül.
Descartes munkájának három jelentősebb magyar fordítása ismert. Először Alexander Bernát ültette magyarra 1881-ben, majd Szemere Samu 1958-ban, ez utóbbit pedig Boros Gábor dolgozta át 1992-ben.

## Tartalma
A munka bevezetésében Descartes szkepticizmusát és csalódottságát fejezte ki, ami kora tudományosságának skolasztikus felfogását, a gondolkodás meddőségét illeti. Ugyanakkor ez a csalódottság ösztönözte arra, hogy a rendszeres tudományos ismeretek és törvények, az igaz és a hamis állítások felismeréséhez megtalálja a módszert, amelynek kulcsa a minden ember által birtokolt józan ész („bon sense”). Saját bevallása szerint egy 1619. novemberi álomszerű megvilágosodás vezette el a helyes úthoz. A matematika törvényeiből, a geometria viszonyaiból és a logikai gondolkodásból kiindulva alkotta meg módszerét, és annak négy alapvető elvét:
1. semmi nem fogadható el igaznak addig, amíg annak igazságát nyilvánvalóan meg nem tapasztaljuk (az evidencia szabálya);
2. minden probléma megoldása abban rejlik, hogy az ésszerűséget szem előtt tartva egyszerűbb részproblémákra kell osztanunk (az analízis szabálya);
3. az egyszerű problémáktól és összefüggésektől kell haladnunk az egyre összetettebbek felé (a szisztematikus dedukció szabálya);
4. törekednünk kell a probléma minden alkotóelemének teljes és hiánytalan számbavételére (a felsorolás szabálya).

Descartes úgy vélte, hogy ezzel az eljárással bármely tudományos kérdés racionálisan igazolható vagy elvethető, bár ő maga csupán a bölcseletet kívánta racionális alapokra helyezni. Kifejtette, hogy az erkölcsi és társadalmi kérdések területén módszerének bevezetésére még nem érett meg az idő. Addig is Descartes útmutatása a társadalmi és vallási törvényekhez való alkalmazkodás néhány szabály észben tartásával (ún. ideiglenes erkölcs): az egymásnak szögesen ellentmondó felfogások és nézetek egyike sem fogadható el igaznak, az embernek elhatározásaihoz ragaszkodnia kell, de a megváltoztathatatlan sorskérdéseket el kell fogadnia.
A könyv negyedik fejezetében tárgyalta filozófiai tanainak legnevesebb ismeretelméleti és metafizikai elveit, amelyek jelentős hatást gyakoroltak a kor gondolkodására. Gondolatmenetének első építőköve a módszeres kétely joga, azaz hogy mindenben kételkedni kell. Elvével nem az emberi tudás és ismeretanyag lerombolására szólított fel, amivel ellenfelei vádolták, hanem arra világított rá, hogy az emberi gondolkodás és legfőképp a tudományos gondolkodás kétellyel már nem illethető, világosan és tisztán („clare et distincte”) igazságként felismerhető tudásmorzsákból épül fel. Éppen egy ilyen tudásmorzsa elméletének következő sarokköve, a cogito ergo sum, vagyis a kételkedő emberi értelem, az öntudat létezésének felismerése, amelyhez nem férhet kétely. Míg az emberi elme gondolkodik, kételkedik és a hamisat keresi gondolataiban, képzeteiben és megállapításaiban, eközben egyetlen dolog mindennél bizonyosabb és igazabb: hogy ő gondolkodik, tehát kétséget kizáróan van.
Ebből a gondolatmenetből továbbépítkezve alkotta meg könyvében Descartes szubsztanciaelméletét. Az emberi értelem bizonyíthatóan van, hiszen gondolkodik, tehát az embernek van egy gondolkodó lényege (res cogitans) – ez volna az első szubsztancia. De rendelkezik az ember egy kiterjedt lényeggel (res extensa), a fizikai-biológiai testtel is, amelynek létezéséhez azonban már férhet kétely. Egyfelől az ember érzékelése önmagában kétséges (álom, hallucinálás stb.), a külvilágban létező kiterjedt dolgok létezésében sem lehetünk bizonyosak pusztán azért, mert érzékeljük őket. Érzékelésük továbbra is csak a gondolkodó dolog mint önálló szubsztancia létezését bizonyítja. A fizikai valóság bizonyításához Descartes azt a jól ismert, Szent Anzelmhez kötődő ontológiai istenérvet használta fel, amely szerint a kételkedő, tehát tökéletlen értelem rendelkezik a tökéletesség fogalmával, és ez a velünk született eszme („idea innata”) csak úgy lehetséges, ha egy tökéletes főhatalom, az Isten ültette el bennünk. Isten, a legfőbb jó ekképpen a descartes-i világ harmadik szubsztanciája a gondolkodó dolog és a kiterjedt dolog mellett, egyszersmind a kiterjedt dolog, a fizikai világ létezésének is garanciája. Descartes levezetése szerint az értelmünkben, a lelkünkben a tökéletesség eszméjét elplántáló Isten nem csaphatja be teremtményeit: a külvilág, amelyet az emberi értelem érzékel, valóban létezik, ezzel a kiterjedt dolog többé nem csak feltételezhető, hanem bizonyított szubsztancia.
A könyv további részeiben természettudományos témákkal foglalkozott. Kísérletet tett a világ kialakulását leíró saját kozmogóniájának felvázolására, valamint a vérkeringés mechanikai értelmezésére, ismeretelméleti módszerét pedig fénytani és geometriai felismeréseinek tárgyalásával illusztrálta.

## Magyarul
- Értekezés az értelem helyes használatának módszeréről. 2. Elmélkedés a metafizikáról; ford., jegyz. Alexander Bernát; Franklin, Bp., 1881 (Filozófiai írók tára)
- 1. Értekezés az értelem helyes használatának módszeréről. 2. Elmélkedés a metafizikáról; ford., jegyz. Alexander Bernát; 2. jav., bőv. kiad.; Franklin, Bp., 1881 (Filozófiai írók tára)
- Értekezés az ész helyes vezetésének és a tudományos igazság kutatásának módszeréről; in: Válogatott filozófiai művek; ford. Szemere Samu, bev. Rozsnyai Ervin: Descartes és az újkori filozófia, sajtó alá rend., jegyz. Nádor György; Akadémiai, Bp., 1961 (Filozófiai írók tára)
- A módszerről; vál., bev., jegyz. Tamás Gáspár Miklós, ford. Alexander Bernát, Szemere Samu, Tamás Gáspár Miklós; Kriterion, Bukarest, 1977

- Értekezés a módszerről; ford., bev., jegyz. Alexander Bernát; Kossuth–Tekintet Alapítvány, Bp., 1991
- Értekezés a módszerről. Teljes, gondozott szöveg; Szemere Samu ford. átdolg., szerk., jegyz. Boros Gábor; Ikon, Bp., 1993 (Matúra bölcselet)